# Warfarin
Warfarin, được đăng ký dưới nhãn hiệu Coumadin cùng những nhãn hiệu khác, là một loại thuốc chống đông máu (máu loãng). Nó thường được sử dụng để điều trị các bệnh huyết khối như huyết khối tĩnh mạch sâu và thuyên tắc phổi, phòng ngừa đột quỵ đối với những người bị rung tâm nhĩ, có bệnh liên quan đến van tim hoặc sử dụng van tim nhân tạo. Ít phổ biến hơn, nó được sử dụng sau nhồi máu cơ tim ST chênh lên (STEMI) và phẫu thuật chỉnh hình. Nó thường được sử dụng bằng đường uống nhưng cũng có thể được sử dụng bằng cách tiêm tĩnh mạch.
Tác dụng phụ thường gặp là chảy máu. Tác dụng phụ ít gặp hơn có thể bao gồm các vùng tổn thương mô và hội chứng ngón chân tím. Việc sử dụng thường được khuyến cáo trong thời kỳ mang thai. Một số khuyến cáo rằng các tác dụng của warfarin nên thường được theo dõi bằng cách kiểm tra thời gian prothrombin (INR) mỗi một tuần đến bốn tuần. Nhiều thuốc khác và các yếu tố dinh dưỡng có thể tương tác với warfarin, hoặc tăng hoặc giảm hiệu quả của nó. Tác dụng của warfarin có thể bị đảo ngược với phytonadione (vitamin K1).
Warfarin làm giảm đông máu bằng cách ngăn chặn một enzyme được gọi là vitamin K epoxide reductase và nó kích hoạt vitamin K1. Không có đủ vitamin K1 hoạt tính, các yếu tố đông máu II, VII, IX và X sẽ làm giảm khả năng đông máu.Protein phản kháng C và protein S cũng bị ức chế nhưng ở mức độ thấp hơn. Cần vài ngày để có đầy đủ tác dụng và những tác dụng này có thể kéo dài đến năm ngày.
Warfarin lần đầu tiên được đưa vào sử dụng là vào năm 1948 như một chất độc diệt chuột. Năm 1954 nó đã được chấp thuận cho sử dụng trong y tế tại Hoa Kỳ. Nó nằm trong Danh sách Thuốc thiết yếu của Tổ chức Y tế Thế giới, loại thuốc hiệu quả nhất và an toàn nhất trong hệ thống y tế. Warfarin có sẵn như một loại thuốc chung. Chi phí bán buôn ở các nước đang phát triển khoảng 1,12 đô la đến 7,2 đô la cho một tháng điều trị thông thường. Tại Hoa Kỳ, chi phí thường ít hơn 25 đô la một tháng.

## Ứng dụng y tế
Warfarin được sử dụng để giảm xu hướng máu đông khối. Điều trị bằng warfarin có thể giúp ngăn ngừa sự hình thành các cục máu đông trong tương lai và giúp giảm nguy cơ thuyên tắc mạch (di chuyển của khối máu đến một vị trí nơi ngăn chặn cung cấp máu đến cơ quan quan trọng).
Warfarin thích hợp nhất để chống đông máu (ức chế sự hình thành cục máu đông) ở những vùng máu chảy chậm (như tĩnh mạch và máu tụ lại phía sau van nhân tạo và tự nhiên) và trong máu kết hợp với các cơn nhịp tim bất thường. Do đó, các chỉ định lâm sàng phổ biến để sử dụng warfarin là rung tâm nhĩ, sự hiện diện của van tim nhân tạo, khối máu đông tĩnh mạch sâu, và nghẽn mạch phổi (nơi các khối u nhũ hoa hình thành lần đầu tiên trong tĩnh mạch). Warfarin cũng được sử dụng trong hội chứng chống phospholipid. Nó đã được sử dụng thỉnh thoảng sau khi bị nhồi máu cơ tim (nhồi máu cơ tim), nhưng ít hiệu quả hơn trong việc phòng ngừa máu đông động mạch vành. Ngăn ngừa đông máu trong động mạch thường được thực hiện với thuốc chống tiểu cầu, có tác dụng bởi một cơ chế khác nhau từ warfarin (thường không ảnh hưởng đến chức năng của tiểu cầu).

### Thuốc chống đông máu thay thế
Ở một số nước, các coumarins khác được sử dụng thay vì warfarin, như acenocoumarol và phenprocoumon. Chúng có thời gian bán hủy ngắn (acenocoumarol) hoặc lâu hơn (phenprocoumon) và không thể thay thế hoàn toàn với warfarin. Một số loại thuốc chống đông máu cho hiệu quả như của warfarin mà không cần theo dõi, như dabigatran, apixaban, edoxaban và rivaroxaban. Có một tác nhân đảo ngược có sẵn cho dabigatran (idarucizumab) nhưng không có cho apixaban, edoxaban và rivaroxaban.

### Chỉnh liều
Chỉnh liều warfarin rất phức tạp vì nó tương tác với nhiều loại thuốc thông thường và một vài loại thực phẩm nhất định. Những tương tác này có thể làm tăng hoặc giảm tác dụng chống đông máu của warfarin. Để tối ưu hóa hiệu quả điều trị mà không gặp nguy cơ các phản ứng phụ nguy hiểm như chảy máu, cần phải kiểm tra chặt chẽ mức độ chống đông máu bằng xét nghiệm máu đo INR. Trong giai đoạn điều trị ban đầu, INR được kiểm tra hàng ngày; khoảng cách giữa các lần kiểm tra có thể kéo dài hơn nếu INR của bệnh nhân ổn định trên liều warfarin không thay đổi. Các thử nghiệm chăm sóc mới hơn là có sẵn và đã làm tăng khả năng kiểm tra INR trong điều trị ngoại trú. Thay vì lấy máu đường tĩnh mạch, những hình thức kiểm tra mới hơn chỉ cần chích ngón tay.
Khi bắt đầu điều trị bằng warfarin, bác sĩ sẽ quyết định mức độ liệu pháp chống đông máu cần thiết như thế nào. Mức INR mục tiêu thay đổi tùy từng trường hợp tùy thuộc vào các chỉ số lâm sàng, nhưng có xu hướng là 2-3 trong hầu hết các điều kiện. Đặc biệt, mục tiêu INR có thể là 2,5-3,5 (hoặc thậm chí 3,0-4,5) ở bệnh nhân có một hoặc nhiều van tim cơ tim.
Ngoài ra, trong ba ngày đầu sử dụng warfarin, nồng độ protein C và protein S (các yếu tố điều hòa đông máu, có tác dụng chống đông) giảm nhanh hơn protein đông máu như các yếu tố II, VII, IX và X. Do đó các liệu pháp chống đông kết nối (thường là heparin) thường được dùng để đảo ngược trạng thái tăng đông máu tạm thời này.

#### Liều duy trì

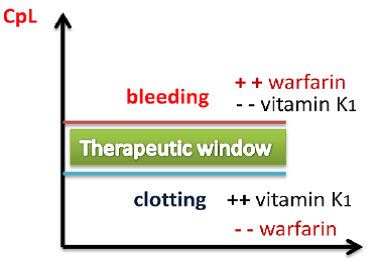
Tác dụng tương tác Vitamin K1-warfarin. Khi mức warfarin cao, người ta có nhiều nguy cơ chảy máu hơn. Ngược lại, mức thấp hơn của warfarin dẫn đến tăng nguy cơ máu đông khối. Có một phạm vi hẹp mà lợi ích của warfarin lớn hơn nguy cơ, cửa sổ điều trị của nó. Một số loại thuốc, thuốc thảo dược và thực phẩm có thể tương tác với warfarin, tăng hoặc giảm mức độ warfarin ổn định trước đó.

Các khuyến cáo của nhiều cơ quan quốc gia, bao gồm cả Trường Cao đẳng Bác sĩ Chest Hoa Kỳ, đã được chưng cất để giúp quản lý điều chỉnh liều.
Liều duy trì warfarin có thể dao động đáng kể tùy thuộc vào lượng vitamin K1 trong chế độ ăn uống. Giữ lượng vitamin K1 ở mức ổn định có thể ngăn ngừa những biến động này. Các loại rau xanh lá có xu hướng chứa lượng vitamin K1 cao hơn. Các bộ phận màu xanh lá cây của các thành viên trong họ Apiaceae như rau mùi tây, rau mùi, và rau húng là những nguồn vitamin K vô cùng phong phú; rau cải như cải bắp, bông cải xanh cũng như các loại rau súp và các loại rau lá khác cũng tương đối cao trong việc chứa vitamin K1. Các loại rau xanh như đậu Hà Lan và đậu xanh không có lượng vitamin K1 cao như lá xanh. Một số loại dầu thực vật có lượng vitamin K1 cao. Thực phẩm có hàm lượng vitamin K1 thấp bao gồm rễ, củ, củ, và hầu hết các trái cây và nước trái cây. Ngũ cốc và các sản phẩm chế biến khác cũng có ít vitamin K1.

#### Tự kiểm tra
Bệnh nhân đang ngày càng sử dụng các phương pháp tự kiểm tra và giám sát tại nhà của thuốc chống đông. Các hướng dẫn quốc tế về kiểm tra gia đình đã được xuất bản vào năm 2005. Các nguyên tắc chỉ ra rằng: "Sự nhất trí đồng ý rằng việc tự kiểm tra bệnh nhân và tự quản lý bệnh nhân là những phương pháp hiệu quả để theo dõi liệu pháp chống đông máu uống và cung cấp kết quả tốt và có thể tốt hơn, các thiết bị tự kiểm tra / tự quản có kết quả INR tương đương với các kết quả thu được trong phòng thí nghiệm. Tổng quan hệ thống năm 2006 và phân tích meta trong 14 thử nghiệm ngẫu nhiên cho thấy các thử nghiệm tại nhà đã làm giảm tỉ lệ biến chứng (máu đông khối và chảy máu nhiều) và cải thiện thời gian trong phạm vi điều trị.

## Chống chỉ định
Tất cả các thuốc chống đông nói chung là không chống chỉ định trong trường hợp giảm đông máu mà chúng gây ra có thể dẫn tới những trường hợp chảy máu nguy hiểm và có nguy cơ gây tử vong. Điều này bao gồm những người có các tình trạng chảy máu đang hoạt động (như loét dạ dày ruột), hoặc các trạng thái bệnh có nguy cơ chảy máu ví dụ: tiểu cầu thấp, bệnh gan nặng, tăng huyết áp không được kiểm soát. Đối với bệnh nhân trải qua phẫu thuật, điều trị bằng thuốc chống đông nói chung bị trì hoãn. Tương tự như vậy, chọc thủng tủy sống hoặc thắt lưng (ví dụ như chích tủy sống, epidurals, vv) mang lại nguy cơ gia tăng, do đó điều trị bị đình chỉ trước các thủ tục này.
 Không nên dùng warfarin cho những người bị giảm tiểu cầu do heparin cho đến khi số lượng tiểu cầu đã được cải thiện hoặc bình thường. Warfarin thường tránh tốt nhất ở những người bị thiếu protein C hoặc protein S vì điều kiện máu đông khối tăng nguy cơ hoại tử da, đây là một tác dụng phụ hiếm gặp nhưng nghiêm trọng liên quan đến warfarin.

### Thời kỳ mang thai
Warfarin chống chỉ định khi mang thai, vì nó đi qua hàng rào nhau thai và có thể gây chảy máu ở bào thai; sử dụng warfarin trong thai kỳ thường liên quan đến phá thai tự nhiên, thai chết lưu, tử vong sơ sinh, và sinh non. Coumarins (như warfarin) cũng là chất gây quái thai; tỷ lệ mắc các dị tật bẩm sinh ở trẻ sơ sinh bị warfarin trong tử cung vào khoảng 5%, mặc dù ở một số nghiên cứu đã có báo cáo về số lượng cao hơn (lên đến 30%). Tùy thuộc vào thời điểm phơi nhiễm xảy ra trong thai kỳ, có thể có hai sự kết hợp khác nhau của bất thường bẩm sinh.

#### Ba tháng đầu của thai kỳ
Thông thường, tránh dùng warfarin trong 3 tháng đầu, và một heparin trọng lượng phân tử thấp như enoxaparin được thay thế. Với heparin, nguy cơ xuất huyết mẹ và các biến chứng khác vẫn tăng, nhưng heparin không vượt qua hàng rào nhau thai, vì vậy không gây dị tật bẩm sinh. Có nhiều giải pháp tồn tại trong thời gian vận chuyển.
Khi warfarin (hoặc một dẫn chất 4-hydroxycoumarin khác) được cho trong ba tháng đầu tiên của thai kỳ- đặc biệt là giữa tuần thứ sáu và tuần thứ chín của thai kỳ-một nguy cơ khuyết tật bẩm sinh được biết đến nhiều như hội chứng warfarin thai nhi, warfarin hoặc phôi có thể xảy ra. FWS được đặc trưng bởi các bất thường của xương, bao gồm chứng tràn dịch màng phổi mũi, cầu mũi nghiêng hoặc thu hẹp, vẹo cột sống và vôi hóa ở cột sống, xương đùi, có hình dáng đặc biệt trên X-quang. Những bất thường của chân, chẳng hạn như ngón tay ngắn và ngón chân dài bất thường, hoặc các chi kém phát triển cũng có thể xảy ra. Các đặc điểm không xương cơ bản của FWS bao gồm trẻ sơ sinh nhẹ cân và khuyết tật phát triển.

#### Hai tháng sau đó và mãi sau này
Warfarin trong giai đoạn thứ hai và thứ ba của thai kỳ thường không liên quan đến dị tật bẩm sinh, và khi chúng xuất hiện thì khác với hội chứng warfarin bào thai. Các bất thường bẩm sinh phổ biến nhất liên quan đến sử dụng warfarin vào cuối thai kỳ là rối loạn hệ thần kinh trung ương, bao gồm co giật, và các khiếm khuyết về mắt. Do những dị tật bẩm sinh sau đó, thuốc chống đông máu với warfarin gây ra vấn đề ở phụ nữ có thai cần warfarin cho các chỉ định quan trọng, chẳng hạn như phòng ngừa đột quỵ ở những người có van tim nhân tạo.
Theo American College of Chest Physicians (ACCP), warfarin có thể được sử dụng ở những phụ nữ đang cho con bú, những người muốn nuôi con bằng sữa mẹ. Dữ liệu hiện có không cho thấy warfarin đi vào sữa mẹ. Tương tự, nên kiểm tra mức INR để tránh tác dụng bất lợi

## Tác dụng phụ

### Chảy máu
Tác dụng phụ duy nhất của warfarin là chảy máu. Nguy cơ chảy máu trầm trọng là nhỏ nhưng rõ ràng (thường tỷ lệ hàng năm là 1-3%). Tất cả các loại chảy máu xảy ra  bình thường hơn, nhưng những trường hợp nặng nhất là những bệnh liên quan đến não (đột quỵ, xuất huyết / đột quỵ xuất huyết nội tạng) và tủy sống. Nguy cơ chảy máu tăng lên nếu INR nằm ngoài tầm hoạt động (do vô tình hoặc cố tình dùng quá liều hoặc do dị ứng). Nguy cơ này tăng lên đáng kể khi INR vượt quá 4,5.
Một số nguy cơ tồn tại để dự đoán chảy máu ở những người sử dụng warfarin và thuốc chống đông tương tự. Một số được sử dụng phổ biến (HAS-BLED) bao gồm các yếu tố được biết là xuất huyết do warfarin: huyết áp không kiểm soát được (H), chức năng thận bất thường (A), đột quỵ trước (S), tình trạng chảy máu trước đây khi dùng thuốc chống đông (L), người cao tuổi được xác định bởi tuổi trên 65 (E), và các thuốc có liên quan đến chảy máu (ví dụ aspirin) hoặc nghiện rượu (D). Mặc dù việc sử dụng chúng được khuyến cáo trong hướng dẫn lâm sàng, chúng chỉ có hiệu quả khi dự đoán nguy cơ chảy máu và không hoạt động tốt trong dự báo đột quỵ hem xuất huyết. Nguy cơ chảy máu có thể tăng lên ở những người bị thẩm tách máu. Một số khác được sử dụng để đánh giá nguy cơ chảy máu khi dùng thuốc chống đông máu, đặc biệt là Warfarin hoặc Coumadin, là chỉ số của ATRIA, sử dụng thang điểm các kết quả lâm sàng để xác định sự phân tầng nguy cơ chảy máu. Nguy cơ chảy máu tăng khi warfarin kết hợp với thuốc chống tiểu cầu như clopidogrel, aspirin, hoặc thuốc chống viêm không steroid.

### Hoại tử warfarin
Một biến chứng hiếm gặp nhưng nghiêm trọng trong việc điều trị bằng warfarin là hoại tử warfarin xảy ra ngay sau khi bắt đầu điều trị ở những bệnh nhân thiếu protein C. Protein C là một chất chống đông máu bẩm sinh, giống như các yếu tố procoagulant mà warfarin ức chế, đòi hỏi vitamin K -carboxyl hóa phụ thuộc vào hoạt động của nó. Vì warfarin ban đầu làm giảm mức độ protein C nhanh hơn các yếu tố đông máu, nên ngược lại có thể làm tăng xu hướng đông máu khi bắt đầu điều trị lần đầu (nhiều bệnh nhân khi bắt đầu dùng warfarin được cho heparin song song với việc chống lại chứng heparin này) hoại tử và hoại tử các chi.

### Loãng xương
Sau những báo cáo ban đầu rằng warfarin có thể làm giảm mật độ khoáng xương, một số nghiên cứu đã chứng minh mối liên quan giữa việc sử dụng warfarin và gãy xương liên quan đến việc loãng xương. Nghiên cứu năm 1999 của 572 phụ nữ dùng warfarin cho khối máu đông tĩnh mạch sâu, nguy cơ gãy xương sống và gãy xương sườn được tăng lên; các loại nứt xương khác không xảy ra nhiều hơn. Một nghiên cứu năm 2002 về một sự lựa chọn ngẫu nhiên của 1523 bệnh nhân bị gãy xương vì loãng xương không thấy phơi nhiễm thuốc chống đông, và sự phân tầng của thời gian chống đông cũng không cho thấy một xu hướng gãy xương.
Một nghiên cứu năm 2006 với 14,564 người nhận Medicare cho thấy sử dụng warfarin trong hơn một năm liên quan đến nguy cơ gãy xương liên quan tới loãng xương ở nam giới tăng 60%; không có mối liên hệ nào giữa phụ nữ. Cơ chế này được cho là sự kết hợp của việc giảm lượng vitamin K cần thiết cho sức khoẻ của xương và sự ức chế của warfarin trong việc carboxyl hóa các protein xương trong môi trường vitamin K làm cho chúng không hoạt động.

### Hội chứng ngón chân tím
Một biến chứng hiếm gặp khác có thể xảy ra sớm trong điều trị warfarin (thường là trong vòng 3 đến 8 tuần đầu) là hội chứng ngón chân tím. Tình trạng này được cho là kết quả từ những khoang cholesterol nhỏ bị phá vỡ và gây ra chứng tắc mạch trong các mạch máu ở da chân, gây ra màu tím xanh và có thể gây đau đớn.
Nó thường ảnh hưởng đến ngón chân cái, nhưng nó cũng ảnh hưởng đến các bộ phận khác của bàn chân, bao gồm đáy chân. Sự xuất hiện của hội chứng ngón chân tím có thể cần ngưng việc sử dụng warfarin.

### Hóa vôi
Một số nghiên cứu cũng liên quan đến việc sử dụng warfarin trong sự vôi hóa van. Không có phương pháp điều trị cụ thể, nhưng một số phương thức đang được điều tra.

## Quá liều
Tác dụng phụ chủ yếu của việc sử dụng warfarin là chảy máu. Nguy cơ chảy máu tăng lên nếu INR nằm ngoài tầm hoạt động (do vô tình hoặc cố tình quá liều hoặc do dị ứng). Nhiều tương tác thuốc có thể làm tăng tác dụng của warfarin, cũng gây ra quá liều.
Đối với những người cần tác dụng nhanh chóng của warfarin như chảy máu nghiêm trọng hoặc cần phẫu thuật cấp cứu, tác dụng của warfarin có thể đảo ngược với vitamin K, prothrombin complex (PCC), hoặc FFP đông lạnh tươi (FFP) cùng với vitamin K vào tĩnh mạch Các sản phẩm từ máu không nên dùng thường xuyên để đảo ngược warfarin khi vitamin K có thể làm việc một mình. PCC đã được tìm thấy là tốt hơn FFP khi cần đảo chiều nhanh chóng.
Thông tin chi tiết về việc đảo ngược tác dụng của warfarin được cung cấp trong hướng dẫn thực hành lâm sàng từ American College of Chest Physicians. Đối với những người có tỷ lệ INR giữa 4,5 và 10,0, một liều nhỏ (khoảng 1000 mcg = một miligam) vitamin K uống là đủ. Khi dùng warfarin và INR nằm trong phạm vi điều trị, đơn giản ngưng dùng thuốc trong năm ngày thường đủ để đảo ngược hiệu quả và làm cho INR giảm xuống dưới 1,5.

## Tương tác
Warfarin tương tác với nhiều thuốc thông dụng, và sự trao đổi chất của warfarin rất khác nhau giữa bệnh nhân khác nhau. Một số thực phẩm cũng đã được báo cáo là tương tác với warfarin. Ngoài các tương tác trao đổi chất, các loại thuốc có độ đạm cao có thể loại bỏ warfarin khỏi albumin huyết thanh và làm tăng INR. Điều này làm cho việc tìm đúng liều lượng trở nên khó khăn, và nhấn mạnh sự cần thiết của việc giám sát; khi bắt đầu dùng thuốc có tác dụng tương tác với warfarin (ví dụ như simvastatin), kiểm tra INR được tăng lên hoặc điều chỉnh liều cho đến khi tìm thấy liều lượng lý tưởng mới.
Khi dùng NSAIDS (thuốc chống viêm không steroid), warfarin làm tăng nguy cơ chảy máu đường tiêu hóa. Nguy cơ gia tăng này là do tác dụng chống tiểu cầu của NSAIDS cũng như khả năng tổn thương niêm mạc dạ dày-ruột.
Nhiều loại kháng sinh thông thường, như metronidazole hoặc macrolide, sẽ làm tăng đáng kể tác dụng của warfarin bằng cách giảm sự chuyển hóa của warfarin trong cơ thể. Các kháng sinh phổ rộng khác có thể làm giảm lượng vi khuẩn trong ruột thông thường, làm cho lượng vitamin K1 đáng kể, do đó làm tăng tác dụng của warfarin. Ngoài ra, thực phẩm có chứa một lượng lớn vitamin K1 sẽ làm giảm tác dụng của warfarin. Hoạt động tuyến giáp cũng ảnh hưởng đến các yêu cầu về liều lượng sử dụng warfarin; hypothyroidism (giảm chức năng tuyến giáp) làm cho người ta ít đáp ứng với điều trị warfarin, trong khi cường giáp (tuyến giáp hoạt động quá mức) làm tăng tác dụng chống đông máu. Một số cơ chế đã được đề xuất cho tác động này, bao gồm sự thay đổi tỷ lệ phân hủy các yếu tố đông máu và sự thay đổi trong sự trao đổi chất của warfarin.
Việc lạm dụng rượu nhiều cũng  ảnh hưởng đến sự trao đổi chất của warfarin và có thể làm tăng INR và do đó làm tăng nguy cơ chảy máu. Cục sản xuất thực phẩm và dược phẩm Hoa Kỳ (FDA) nói rằng cần tránh uống rượu.
Warfarin cũng tương tác với nhiều loại thảo mộc và gia vị, một số dùng trong thực phẩm (như gừng và tỏi) và một số khác được sử dụng hoàn toàn cho mục đích y học (như nhân sâm và bạch quả). Tất cả có thể làm tăng chảy máu và thâm tím ở người dùng warfarin; các tác động tương tự đã được báo cáo với dầu borage (starflower) hoặc dầu cá. St John's Wort, đôi khi được khuyến cáo để giúp giảm trầm cảm nhẹ đến trung bình, làm giảm hiệu quả của một liều nhất định của warfarin; nó gây ra các enzyme phá hủy warfarin trong cơ thể, gây ra tác dụng chống đông máu giảm.
Từ năm 2003 đến năm 2004, Ủy ban An toàn về Thuốc của Anh đã nhận được một số báo cáo về tăng INR và nguy cơ xuất huyết ở những người uống warfarin và nước trái cây nam việt quất. Dữ liệu thiết lập mối quan hệ hậu quả vẫn còn thiếu, và một đánh giá năm 2006 không tìm thấy trường hợp tương tác này báo cáo với FDA; tuy nhiên, một số tác giả đã đề nghị cả bác sĩ và bệnh nhân phải nhận thức được khả năng của nó. Cơ chế đằng sau sự tương tác này vẫn còn chưa rõ ràng.

## Hóa học

Hoá học vòng tròn (trái) và vòng đai hình tam giác tuần hoàn (phải)

Các nghiên cứu về tinh thể học của warfarin cho thấy nó tồn tại ở dạng tautomeric, như là hemiketal tuần hoàn, được hình thành từ 4-hydroxycumarin và ketone ở vị trí 3. Tuy nhiên, sự tồn tại của nhiều chất chống đông tụ 4-hydroxycoumadin (ví dụ phenprocoumon) không có nhóm ketone trong nhóm 3-thành phần để tạo thành một cấu trúc như vậy, cho thấy rằng hemiketal phải tautomerate đến dạng 4-hydroxy để warfarin hoạt động.

### Hóa học lập thể
Warfarin chứa một stereocenter và bao gồm hai enantiomers. Đây là một hỗn hợp 1: 1 (R ) và S ( S ) - dạng:
| Enantiomer của warfarin | Enantiomer của warfarin |
| ----------------------- | ----------------------- |
| CAS-Nummer: 5543-58-8   | CAS-Nummer: 5543-57-7   |

## Dược học

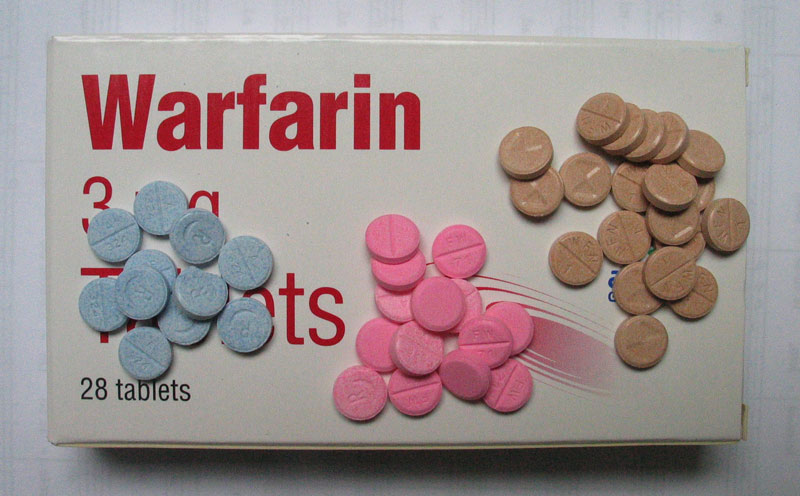
3 mg (màu xanh), 5 mg (hồng) và 1 mg (màu nâu) viên warfarin (màu của Anh)

### Dược động học
Warfarin bao gồm một hỗn hợp racemic của hai enantiomers hoạt tính-R và các dạng S - mỗi loại đều được làm sạch theo những con đường khác nhau. S-warfarin mạnh gấp 2-5 lần so với đồng phân R trong việc tạo ra đáp ứng chống đông máu. Cả hai enantiomers của warfarin đều trải qua quá trình chuyển hóa qua trung gian CYP bởi nhiều CYP khác nhau để tạo thành các chất chuyển hóa 3 ', 4', 6,7,8 và 10-hydroxy warfarin, chủ yếu là 7-OH warfarin hình thành từ S-warfarin bởi CYP2C9 và 10- OH warfarin từ R-warfarin bởi CYP3A4.
Warfarin hoạt động chậm hơn so với thuốc chống đông máu thông thường, mặc dù nó có một số lợi thế. Heparin phải được tiêm, trong khi warfarin có thể uống. Warfarin có thời gian bán hủy dài và chỉ cần được cung cấp một lần mỗi ngày. Heparin cũng có thể gây ra tình trạng thoái huyết, giảm tiểu cầu do heparin gây ra (giảm trung gian kháng thể trong tiểu cầu), làm tăng nguy cơ huyết khối. Phải mất vài ngày để warfarin đạt được hiệu quả điều trị vì các yếu tố đông máu lưu thông không bị ảnh hưởng bởi thuốc. Thời gian bán hủy dài của Warfarin có nghĩa là thuốc này vẫn có hiệu lực trong vài ngày sau khi ngừng thuốc. Hơn nữa, nếu ban đầu không có thuốc chống đông máu bổ sung, nó có thể làm tăng nguy cơ huyết khối. Vì những lý do chính này, bệnh nhân nhập viện thường được cho heparin với warfarin ban đầu, heparin bao gồm thời kỳ sau 3-5 ngày và bị thu hồi sau vài ngày.

### Cơ chế hoạt động
Dù warfarin là thuốc "làm loãng máu", việc sử dụng warfarin không làm ảnh hưởng đến độ nhớt của máu mà chỉ làm cho máu khó đông hơn.
Warfarin ức chế sự chuyển hóa các tiền yếu tố đông máu thành các yếu tố đông máu có hoạt tính, bao gồm yêu tố II, VII, IX và X, cũng như các yếu tố điều hòa đông máu như protein C, protein S và protein Z. Các protein khác không dính dáng đến sự đông máu, chẳng hạn như osteocalcin, hoặc Matrix Gla Protein (MSP), cũng có thể bị ảnh hưởng. Các tiền chất của các yếu tố này đòi hỏi phải carboxyl hóa axit glutamic để cho phép các yếu tố đông máu kết dính vào bề mặt phospholipid bên trong mạch máu. Enzym có nhiệm vụ carboxyl hóa axit glutamic là gamma-glutamyl carboxylase. Phản ứng carboxyl hóa chỉ diễn ra nếu enzym carboxylase chuyển vitamin K dạng khử (vitamin K hydroquinone) thành vitamin K dạng oxy hóa (vitmine K epoxide). Các vitamin K epoxide lần lượt được tái chế trở lại vitamin K quinone, rồi thành vitamin K hydroquinone bởi một enzyme, vitamin K epoxide reductase (VKOR). Warfarin ức chế epoxide reductase (đặc biệt là enzym VKORC1), do đó làm giảm lượng vitamin K quinone và vitamin K hydroquinone trong các mô, do đó ức chế khả năng carboxyl hóa của glutamyl carboxylase. Khi điều này xảy ra, các yếu tố đông máu không còn nhóm carboxyl ở một số axit glutamic nhất định nên không có khả năng gắn kết với bề mặt nội mô của mạch máu, vì vậy không còn hoạt tính sinh học. Khi các yếu tố hoạt động có hoạt tính được sản xuất trước đó bị phân hủy (trong vài ngày) và được thay thế bằng các yếu tố không có hoạt tính, hiệu quả chống đông sẽ trở nên rõ ràng. Các yếu tố đông máu được hình thành và tiết ra hệ tuần hoàn, nhưng có chức năng giảm do carbonxyl hóa thấp; chúng được gọi chung là PIVKA (protein bị tạo ra ra bởi sự thiếu hụt/ức chế vitamin K, Protein Induced by Vitamin K Absence/Antagonist), và các yếu tố đông máu riêng rẽ được gọi là PIVKA-tên yếu tố (ví dụ: PIVKA-II). Do đó, kết quả cuối cùng của việc sử dụng warfarin là để làm giảm đông máu cho bệnh nhân.
Khi bắt đầu dùng warfarin, nó có thể thúc đẩy sự hình thành cục máu đông. Điều này là do mức protein C và protein S cũng phụ thuộc vào hoạt động của vitamin K. Warfarin làm giảm mức protein C trong 36 giờ đầu tiên. Ngoài ra, giảm lượng protein S còn làm giảm hơn nữa hoạt động của protein C và do đó giảm sự phân hủy của yếu tố Va và yếu tố VIIIa. Mặc dù liều lượng dùng warfarin trên 5 mg cũng làm giảm yếu tố VII, dẫn đến kéo dài thời gian INR ban đầu, hiệu quả chống đông đầy đủ sẽ không xảy ra cho đến khi giảm đáng kể yếu tố II xảy ra vài ngày sau đó. Hệ thống cầm máu trở nên tạm thời nghiêng về sự hình thành cục máu đông, dẫn đến tình trạng ưa đông máu. Do đó, khi liều nạp của warfarin lớn hơn 5 mg/ngày, việc cùng sử dụng heparin trong 4-5 ngày, sẽ cho lợi ích giảm nguy cơ tạo huyết khối, cho đến khi warfarin đạt được hiệu quả tối đa.

### Sự đa hình của gen và ảnh hưởng lên dược lý học
Hoạt động của warfarin được xác định một phần bởi các yếu tố di truyền. Đa hình ở hai gen (VKORC1 và CYP2C9) đóng một vai trò đặc biệt lớn trong đáp ứng với warfarin.
VKORC1 đa hình giải thích cho 30% sự thay đổi liều giữa các bệnh nhân: đột biến đặc biệt làm cho VKORC1 ít nhạy cảm hơn với sự ức chế của warfarin. Có hai haplotypes chính giải thích 25% biến thể: nhóm haplotype liều thấp (A) và nhóm haplotype liều cao (B). Sự đa hình của VKORC1 giải thích tại sao người Mỹ gốc Phi tương đối ít nhạy với warfarin (tỷ lệ haplotypes nhóm B cao hơn), trong khi người Mỹ gốc Châu Á nói chung là nhạy cảm hơn (tỷ lệ haplotypes nhóm A cao hơn). Biến thể VKORC1 nhóm A dẫn đến đạt INR điều trị nhanh hơn, nhưng cũng dễ bị đạt INR trên 4, có liên quan đến tác dụng phụ là chảy máu.
Các dạng đa hình CYP2C9 giải thích 10% sự thay đổi liều giữa các bệnh nhân, chủ yếu ở các bệnh nhân người Caucasian vì các biến dị này rất hiếm gặp ở người Mỹ gốc Phi với phần lớn dân số châu Á. Các đa hình CYP2C9 không ảnh hưởng đến thời gian để INR hiệu quả như VKORC1, nhưng làm giảm thời gian đạt INR> 4.
Mặc dù việc xét nghiệm gen các đa hình CYP2C9 và VKORC1 rất hứa hẹn, việc sử dụng nó trong thực hành lâm sàng đã gây tranh cãi. Vào tháng 8 năm 2009, các Trung tâm Medicare và Dịch vụ Medicaid kết luận rằng "các bằng chứng hiện có không chứng minh rằng các xét nghiệm pharmacogenomics của allele CYP2C9 hoặc VKORC1 để dự đoán đáp ứng warfarin cải thiện kết cục sức khoẻ ở những người hưởng lợi của Medicare". Một phân tích meta năm 2014 cho thấy việc sử dụng liều dựa trên kiểu gen không mang lại lợi ích về mặt thời gian INR trong phạm vi điều trị, chống đông máu quá mức (theo định nghĩa của INR lớn hơn 4) hoặc giảm các trường hợp xuất huyết hoặc huyết khối tắc nghẽn.

## Lịch sử
Vào đầu những năm 1920, đã có một sự bùng phát của một căn bệnh gia súc không được công nhận trước đó ở miền Bắc Hoa Kỳ và Canada. Gia súc bị xuất huyết sau các triệu chứng nhỏ và đôi khi, tự phát. Ví dụ, 21 trong 22 con bò chết sau khi lấy sừng và 12 trong số 25 con bò đực chết sau khi thiến. Tất cả những con vật này đã chảy máu đến chết.
Năm 1921, Frank Schofield, một nhà nghiên cứu bệnh học về thú y ở Canada, đã xác định rằng gia súc đã ăn thịt lợn ủ chua làm từ cỏ ba lá ngọt và điều này đã hoạt động như một chất chống đông mạnh. Chỉ có cỏ khô được làm từ cỏ ba lá ngọt (trồng ở các bang phía bắc Hoa Kỳ và ở Canada từ đầu thế kỷ này) đã tạo ra căn bệnh này. Schofield tách thân cây cỏ ba lá và cây thân thảo bị hỏng khỏi cùng một chiếc cỏ khô, và cho một chú thỏ khác ăn chúng. Con thỏ đã ăn phải thân cây tốt vẫn còn tốt, nhưng con thỏ đã ăn phải các thân cây bị hỏng chết vì bệnh huyết thanh. Một thí nghiệm trùng lặp với một mẫu cỏ khác nhau cho kết quả tương tự. Năm 1929, bác sĩ thú y Bắc Dakota, L.M. Roderick đã chứng minh rằng tình trạng này là do thiếu prothrombin hoạt động.
 Nhận dạng của chất chống đông trong cỏ ba lá ngọt bị hỏng vẫn là một bí ẩn cho đến năm 1940. Năm 1933 Karl Paul Link và phòng thí nghiệm của ông và các nhà hóa học làm việc tại Đại học Wisconsin đã đề ra cách cô lập và đặc trưng hóa chất xuất huyết từ cỏ khô. Phải mất năm năm cho sinh viên của Link, Harold A. Campbell để hồi phục 6 mg chất chống đông kết tinh. Kế tiếp, sinh viên Link của Mark A. Stahmann tiếp quản dự án và bắt đầu việc khai thác quy mô lớn, cô lập 1,8 g chất chống đông kết tinh trong vòng 4 tháng. Điều này làm đủ tư liệu cho Stahmann và Charles F. Huebner để kiểm tra kết quả của họ chống lại Campbell và để mô tả kỹ toàn bộ hợp chất. Thông qua các thí nghiệm suy thoái, họ đã xác định thuốc chống đông là 3,3'-methylenebis- (4-hydroxycoumarin), sau này được gọi là dicoumarol. Họ đã xác nhận kết quả của họ bằng cách tổng hợp dicoumarol và chứng minh vào năm 1940 rằng nó giống hệt với tác nhân tự nhiên xảy ra.
 Dicoumarol là một sản phẩm của phân tử thực vật coumarin (không nên nhầm lẫn với Coumadin, tên thương mại sau đó của warfarin). Coumarin bây giờ được biết là có mặt trong nhiều loại thực vật, và tạo ra mùi hương ngọt ngào của cỏ tươi hoặc cỏ khô hay các loại cỏ như cỏ ngọt; trên thực tế, nội dung về coumarin của nhà máy này có trách nhiệm với tên gọi chung của "cỏ ba lá ngọt", được đặt tên theo mùi ngọt ngào, chứ không phải vị đắng của nó. Chúng có mặt trong woodruff (Galium odoratum, Rubiaceae), và ở các mức độ thấp hơn trong cam thảo, hoa oải hương và các loài khác. Tuy nhiên, coumarins không ảnh hưởng đến sự đông máu hoặc tác dụng giống warfarin, nhưng trước tiên phải được chuyển hóa bằng các loại nấm khác nhau thành các hợp chất như 4-hydroxycoumarin, sau đó tiếp tục (với sự xuất hiện của formaldehyde tự nhiên) vào dicoumarol, để có bất kỳ tính chất thuốc chống đông. Sự tấn công của nấm gây hại cho cây thân thảo cỏ chết chóc đã giải thích sự hiện diện của chất chống đông chỉ có trong cỏ ủ chua thối rữa; dicoumarol được coi là một sản phẩm lên men và mycotoxin.
 Trong vài năm tới, nhiều hóa chất tương tự (đặc biệt là 4-hydroxycouramins với một chất thơm vị lớn ở vị trí 3) được tìm thấy có cùng tính chất chống đông máu. Thuốc đầu tiên trong lớp được buôn bán và sản xuất rộng rãi là dicoumarol, được cấp bằng sáng chế năm 1941 và sau đó được sử dụng làm dược phẩm. Karl Link tiếp tục nghiên cứu phát triển thuốc chống đông máu dựa trên coumarin để sử dụng làm chất độc cho động vật gặm nhấm, dẫn đến sự ra đời của warfarin vào năm 1948. Tên gọi "warfarin" bắt nguồn từ từ viết tắt WARF, đối với Quỹ nghiên cứu Alumni Wisconsin + kết thúc -arin chỉ ra mối liên hệ với coumarin. Warfarin lần đầu tiên được đăng ký để sử dụng như một loại thuốc trừ chuột ở Hoa Kỳ vào năm 1948, và đã được phổ biến ngay lập tức. Mặc dù warfarin đã được phát triển bởi Link, Tổ chức nghiên cứu cựu sinh viên Wisconsin đã hỗ trợ tài chính cho nghiên cứu và đã được chỉ định bằng sáng chế.
Sau một tai nạn xảy ra vào năm 1951, khi một quân nhân Hoa Kỳ thử nghiệm tự sát bằng nhiều liều warfarin trong thuốc trừ chuột nhưng hồi phục hoàn toàn sau khi đưa đến bệnh viện và được điều trị bằng vitamin K (sau đó được gọi là thuốc giải độc đặc hiệu), các nghiên cứu bắt đầu bằng việc sử dụng warfarin như thuốc chống đông máu điều trị. Nó được tìm thấy thường cao hơn dicoumarol, và năm 1954 đã được chấp thuận cho sử dụng y tế ở người. Một người nhận ra warfarin sớm là chủ tịch Mỹ Dwight Eisenhower, người đã được kê đơn thuốc sau khi bị đau tim vào năm 1955.
Cơ chế tác động chính xác vẫn còn chưa được biết đến cho đến khi nó được chứng minh rằng, vào năm 1978, warfarin ức chế enzyme epoxide reductase và do đó can thiệp vào chuyển hóa vitamin K.
Người ta đã khẳng định rằng Lavrenty Beria, Nikita Khrushchev và những người khác đã cùng nhau dùng warfarin để tấn công nhà lãnh đạo Liên Xô Joseph Stalin. Warfarin không vị và không màu, và tạo ra các triệu chứng tương tự như những gì mà Stalin trưng bày.

## Kiểm soát sâu bệnh

### Loài gặm nhấm

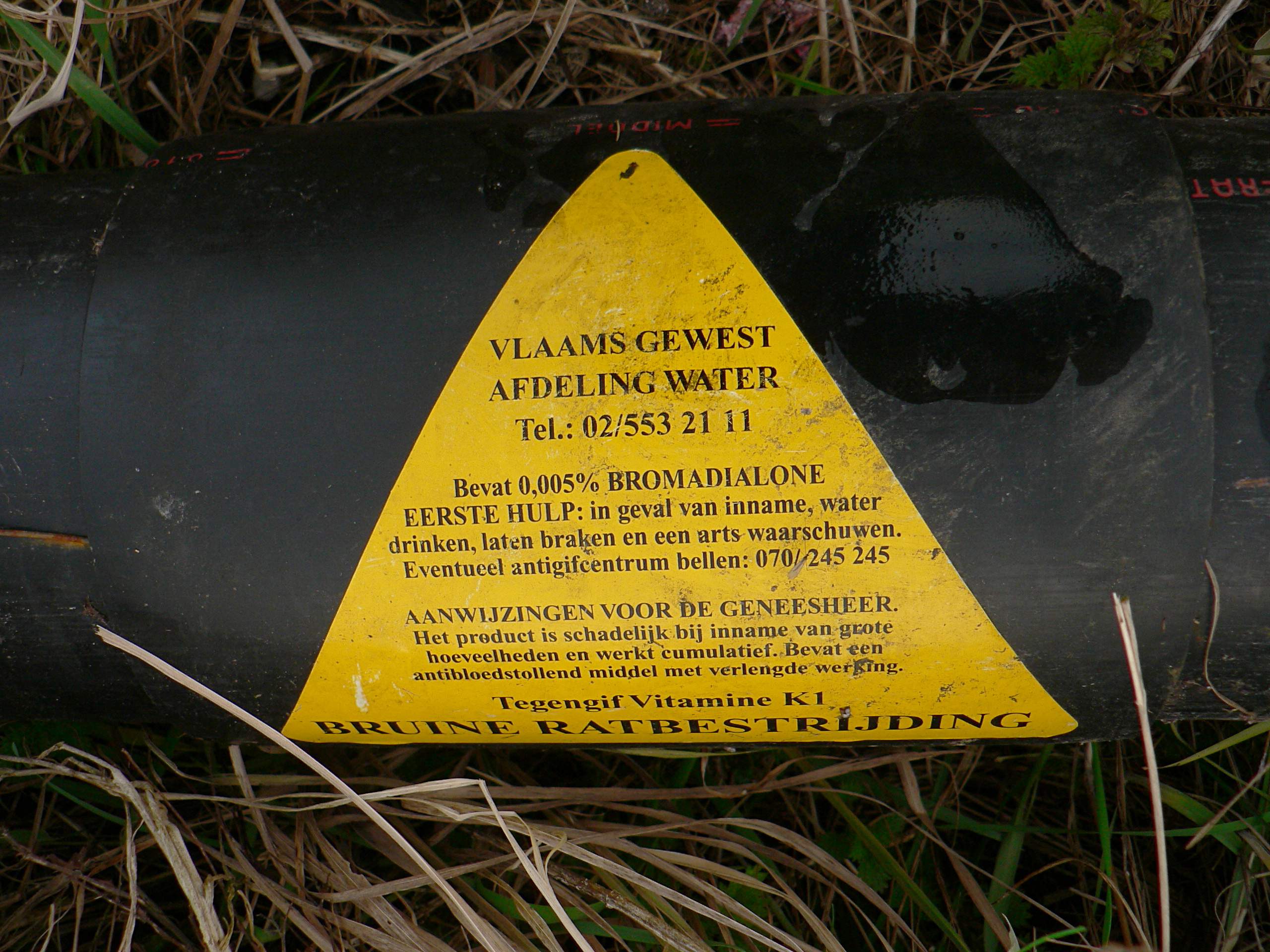
Nhãn cảnh báo trên một ống thuốc độc diệt chuột được đặt trên một con đê của sông Scheldt ở Steendorp, Bỉ. Ống chứa chứa bromadiolone, thuốc chống đông máu thế hệ thứ hai ("super-warfarin").

Coumarins (các dẫn xuất 4-hydroxycouramin) được sử dụng như thuốc diệt chuột để kiểm soát chuột và đặc biệt là chuột ở các khu dân cư, công nghiệp và nông nghiệp. Warfarin không có mùi và không vị, và có hiệu quả khi trộn với thức ăn dụ mồi, bởi vì gặm nhấm sẽ trở lại con mồi và tiếp tục ăn trong một ngày cho đến khi tích lũy một liều khiến nó chết (được coi là 1 mg / kg / ngày qua khoảng sáu ngày). Nó cũng có thể được trộn với talc và được sử dụng làm bột theo dõi, tích lũy trên da động vật và lông thú, và sau đó được tiêu thụ trong quá trình chải chuốt. LD50 là 50–500 mg / kg. Giá trị IDLH là 100 mg / m3 (warfarin, các loài khác nhau).
Việc sử dụng warfarin như một chất độc diệt chuột đang giảm, bởi vì nhiều quần thể chuột đã phát triển sức đề kháng với nó, và chất độc với sức mạnh lớn hơn đáng kể hiện đã có sẵn. Các loại 4-hydroxycoumarins khác được sử dụng như thuốc diệt chuột bao gồm coumatetralyl và brodifacoum, đôi khi được gọi là "super-warfarin" vì nó có hiệu lực, hoạt động lâu hơn và hiệu quả hơn ngay cả ở chuột và chuột có khả năng đề kháng với warfarin. Không giống như warfarin, thuốc được bài tiết nhanh, các chất độc chống đông máu mới cũng tích tụ trong gan và thận sau khi ăn. Tuy nhiên, các loài gặm nhấm như vậy cũng có thể tích tụ ở các loài chim săn mồi và các động vật khác ăn các loài gặm nhấm hoặc mồi gây nhiễm độc.

### Con dơi hút máu
Warfarin được sử dụng để tiêu hủy các quần thể dơi hút máu ở các khu vực mà xung đột giữa loài người và động vật hoang dã là mối quan tâm. Những con dơi hút máu bị bắt với lưới sương mù và được bao phủ bằng hỗn hợp thạch dầu và warfarin. Con dơi quay trở lại hang của nó và các thành viên khác của hang cũng bị nhiễm độc bằng cách uống warfarin sau khi tiếp xúc lẫn nhau. Nghi ngờ chỗ ở của các con dơi hút máu cũng có thể được phủ trong dung dịch warfarin, mặc dù điều này giết chết các loài dơi khác và vẫn còn trong môi trường trong nhiều năm. Hiệu quả của việc giết chết dơi hút máu để giảm lây truyền bệnh dại là vấn đề, tuy nhiên; một nghiên cứu ở Peru cho thấy rằng các chương trình diệt trừ không làm giảm tỉ lệ truyền bệnh dại đối với gia súc và người.

## An toàn lao động
Người ta có thể tiếp xúc với warfarin tại nơi làm việc bằng cách hít vào, nuốt, hấp thụ da và tiếp xúc với mắt. Cục Quản lý An toàn và Chăm sóc Sức khoẻ Nghề nghiệp (OSHA) đã đặt ra giới hạn pháp lý cho phép tiếp xúc với warfarin ở nơi làm việc là 0.1 mg / m3 trong 8 giờ làm việc. Viện An toàn và Sức khoẻ Nghề nghiệp (NIOSH) đã đặt ra giới hạn phơi nhiễm được khuyến cáo (REL) là 0.1 mg / m3 trong 8 giờ làm việc. Ở mức 100 mg / m3, warfarin ngay lập tức gây nguy hiểm cho cuộc sống và sức khoẻ.
Nó được phân loại là chất có tính độc hại cao tại Hoa Kỳ theo quy định tại Mục 302 của Đạo luật Hoa Kỳ về Kế hoạch Khẩn cấp và Luật quyền được biết của Cộng đồng (42 USC 11002) và phải tuân theo các yêu cầu báo cáo nghiêm ngặt của các cơ sở sản xuất, hoặc sử dụng nó với số lượng đáng kể.

## Tên gọi
Warfarin là dẫn xuất của dicoumarol, thuốc chống đông được phát hiện lần đầu tiên trong cỏ ba lá ngọt bị hư. Dicoumarol lần lượt là từ coumarin, một chất có mùi thơm nhưng không hoạt động khi đông tụ được tìm thấy trong cỏ ba lá "ngọt" và đậu tonka. Tên warfarin bắt nguồn từ sự khám phá của nó tại Đại học Wisconsin, kết hợp từ viết tắt của tổ chức tài trợ cho nghiên cứu chính, WARF cho Quỹ nghiên cứu cựu sinh viên Wisconsin và kết thúc -arin, chỉ ra liên kết với coumarin.
Thuốc được bán dưới nhiều thương hiệu và tên chung chung bao gồm Aldocumar, Anasmol, Anticoag, Befarin, Cavamed, Cicoxil, Circuvit, Cofarin, Coumadin, Coumadine, Cumar, Farin, Foley, Haemofarin, Jantoven, Kovar, Lawarin, Maforan, Marevan, Marfarin, Marivanil, Martefarin, Morfarin, Orfarin, Panwarfin, Đề án, Simarc, Varfarin, Varfarins, Varfine, Waran, Warcok, Warf, Warfare, Warfarin, Warfarina, Warfarine, Warfenum, Warfen, Warfin, Warik, Warin, Warlin và Zyfarin.